# Xiaba, Chongqing
Xiaba (kinesiska: 夏坝) är en köping i sydvästra Kina. Den ligger i stadsdistriktet Jiangjin i storstadsområdet Chongqing, omkring 50 kilometer söder om det centrala stadsdistriktet Yuzhong. Antalet invånare är 17 486. Befolkningen består av 8 393 kvinnor och 9 093 män. Barn under 15 år utgör 12,0 %, vuxna 15-64 år 74 %, och äldre över 65 år 12,0 %.